# Campomaggiore
Campomaggiore is een gemeente in de Italiaanse provincie Potenza (regio Basilicata) en telt 926 inwoners (31-12-2004). De oppervlakte bedraagt 12,2 km², de bevolkingsdichtheid is 82 inwoners per km².

## Demografie
Campomaggiore telt ongeveer 372 huishoudens. Het aantal inwoners daalde in de periode 1991-2001 met 11,6% volgens cijfers uit de tienjaarlijkse volkstellingen van ISTAT.
| Jaar | Inwoneraantal |
| ---- | ------------- |
| 1991 | 1109          |
| 2001 | 980           |

## Geografie
Campomaggiore grenst aan de volgende gemeenten: Accettura (MT), Albano di Lucania, Calciano (MT), Pietrapertosa.